# Farcidure
La farcidure (ou farce dure) est une spécialité gastronomique limousine et, plus particulièrement, corrézienne. Autrefois préparée à base de millet, il s’agit aujourd'hui d'un pain de pomme de terre cuit à l'eau.

## Recette
Pommes de terre crues râpées (râpe à trou, on en trouve dans les quincailleries de Tulle), mélangées à des pommes de terre cuites en purée, dans des proportions 2/3, 1/3. Ajouter sel, poivre, ail et persil, le tout rassemblé en boules de la grosseur d'un poing et cuit dans un faitout rempli d'eau (quand les boules flottent à la surface, elles sont cuites).

## Variantes
Pour les plus riches, on introduisait à l'intérieur de la boule de pomme de terre une petite boule de chair à saucisse ou un morceau de lard.
Il existe des variantes locales cette spécialité :
« En Corrèze, une spécialité connue de tous est la farcidure mais selon que le Corrézien soit natif de Tulle, d'Argentat, de Brive, d'Égletons, de Treignac ou de Neuvic, cette farcidure n'est pas la même. Alors, pour s'y retrouver, elles portent presque toutes un second nom. Celles du pays d'Argentat s'appellent “poule sans os”, “poule seize” ou bien encore “colombette” ; celles du pays de Brive, “mique” ; celles du pays de Treignac, “mounassou” ; celles du pays de Neuvic, “farcedure” ; les seules qui n'ont pas un autre nom sont celles du pays de Tulle qui restent des “farcidures” et celles que je vous livre aujourd'hui, celles du pays d'Égletons s'appellent “milhassou” ou “picart” ou “chien d'Égletons”. »
La poule seize, recette familiale d'Argentat : pomme de terre crue râpée et égouttée, avec ail émincé finement et beaucoup de persil haché, poivre et farine pour lier ; cuite à la poêle et à l'huile, en galette de 1,5 cm d'épaisseur, 5 minutes de chaque côté, salée à la cuisson ; grillée-dorée dehors, moelleuse dedans, un pur chef-d'œuvre.

## Accord mets/vins
Comme nombre de plats régionaux, la farcidure et ses différentes variantes, s'accordent avec des vins produits dans la région. Il faut choisir soit un vin rouge jeune du vignoble de la Loire tel un Haut-Poitou, un Cheverny, un Haute-Vienne, un Côte d'Auvergne (Puy-de-Dôme) ou encore un Orléans ; soit un vin rosé comme le Corent (Puy-de-Dôme), le Cheverny et l'Orléans.